# Transferència de massa
La transferència de massa és el moviment net de la massa des d'un lloc, normalment significa un corrent, fase, fracció o component, fins a un altre. La transferència de massa ocorre en molts processos com els d'absorció, evaporació, adsorció, assecatge, precipitació, filtració per membrana, i destil·lació. La transferència de massa es fa servir en diferents disciplines científiques per a diferents processos i mecanismes. Aquest terme es fa servir sovint en enginyeria per als processos físics que impliquen difusió molecular i transport convectiu d'espècies químiques dins sistemes físics.
Alguns processos comuns de transferència de massa són l'evaporació de l'aigua des d'una bassa a l'atmosfera, la purificació de la sang en els ronyons i el fetge i la destil·lació de l'alcohol.

## Astrofísica
En l'astrofísica la transferència de massa és el procés en el qual la matèria gravitacionalment s'enllaça a un cos, normalment un estel omple el seu lòbul Roche i esdevé gravitacionalment enllaçada a un segon cos, normalment un objecte compacte (nana blanca, estrella de neutrons o forat negre), i és eventualment acrecionat en ell. Aquest és un fenomen comú en els estels binaris i pot tenir un paper important en supernoves i pulsars.

## Enginyeria química
La transferència de massa s'aplica molt en problemes de l'enginyeria química. Es fa servir en l'enginyeria de reaccions, de separacions, de transferència de calor i altres subdisciplines. La força conductora de la transferència de massa és típicament la diferència en el potencial químic o altres gradients termodinàmics. Les espècies químiques es desplacen de les zones d'alt potencial químic cap a les de baix potencial.